# Yacine Adli
Yacine Adli (Vitry-sur-Seine, Francia, 29 de julio de 2000) es un futbolista francés que juega en la demarcación de centrocampista para la AC Milán de la Serie A de Italia.

## Trayectoria
Tras empezar a formarse como futbolista en el U. S. Villejuif, tras siete años se marchó a la disciplina del Paris Saint-Germain F. C., con el que empezó jugando en el segundo equipo. Finalmente hizo su debut con el primer equipo el 19 de mayo de 2018 en la Ligue 1 contra el S. M. Caen, tras sustituir a Christopher Nkunku en el minuto 83. El 31 de enero de 2019 se marchó traspasado al F. C. Girondins de Burdeos por cinco millones y medio de euros, y con un contrato hasta 2023. El 31 de agosto de 2021 fichó por el A. C. Milan por cinco años, permaneciendo el primero de ellos en Burdeos como cedido.
El 28 de agosto de 2024, después de dos temporadas en Milán, fue prestado a la ACF Fiorentina.

## Estadísticas

### Clubes
Actualizado al último partido disputado el 12 de mayo de 2025.
| Club                                 | Div.          | Temporada     | Liga  | Liga  | Copas nacionales | Copas nacionales | Copas internacionales | Copas internacionales | Total | Total |
| Club                                 | Div.          | Temporada     | Part. | Goles | Part.            | Goles            | Part.                 | Goles                 | Part. | Goles |
| ------------------------------------ | ------------- | ------------- | ----- | ----- | ---------------- | ---------------- | --------------------- | --------------------- | ----- | ----- |
| Paris Saint-Germain F. C. II Francia | 4.ª           | 2017-18       | 9     | 3     | —                | —                | —                     | —                     | 9     | 3     |
| Paris Saint-Germain F. C. II Francia | 4.ª           | 2018-19       | 11    | 1     | —                | —                | —                     | —                     | 11    | 1     |
| Paris Saint-Germain F. C. II Francia | Total club    | Total club    | 20    | 4     | 0                | 0                | 0                     | 0                     | 20    | 4     |
| Paris Saint-Germain Francia          | 1.ª           | 2017-18       | 1     | 0     | 0                | 0                | 0                     | 0                     | 1     | 0     |
| Paris Saint-Germain Francia          | 1.ª           | 2018-19       | 0     | 0     | 0                | 0                | 0                     | 0                     | 0     | 0     |
| Paris Saint-Germain Francia          | Total club    | Total club    | 1     | 0     | 0                | 0                | 0                     | 0                     | 1     | 0     |
| F. C. Girondins de Burdeos Francia   | 1.ª           | 2018-19       | 7     | 0     | 0                | 0                | —                     | —                     | 7     | 0     |
| F. C. Girondins de Burdeos Francia   | 1.ª           | 2019-20       | 21    | 3     | 4                | 0                | —                     | —                     | 25    | 3     |
| F. C. Girondins de Burdeos Francia   | 1.ª           | 2020-21       | 35    | 2     | 1                | 0                | —                     | —                     | 36    | 2     |
| F. C. Girondins de Burdeos Francia   | 1.ª           | 2021-22       | 36    | 1     | 0                | 0                | —                     | —                     | 36    | 1     |
| F. C. Girondins de Burdeos Francia   | Total club    | Total club    | 99    | 6     | 5                | 0                | 0                     | 0                     | 104   | 6     |
| A. C. Milan · Italia                 | 1.ª           | 2022-23       | 6     | 0     | 0                | 0                | 0                     | 0                     | 6     | 0     |
| A. C. Milan · Italia                 | 1.ª           | 2023-24       | 24    | 1     | 2                | 0                | 7                     | 0                     | 33    | 1     |
| A. C. Milan · Italia                 | Total club    | Total club    | 30    | 1     | 2                | 0                | 7                     | 0                     | 39    | 1     |
| ACF Fiorentina · Italia              | 1.ª           | 2024-25       | 26    | 4     | 0                | 0                | 9                     | 1                     | 35    | 5     |
| ACF Fiorentina · Italia              | Total club    | Total club    | 26    | 4     | 0                | 0                | 9                     | 1                     | 35    | 5     |
| Total carrera                        | Total carrera | Total carrera | 176   | 15    | 7                | 0                | 16                    | 1                     | 199   | 16    |

## Palmarés

### Campeonatos nacionales
| Título  | Club                      | País    | Año  |
| ------- | ------------------------- | ------- | ---- |
| Ligue 1 | Paris Saint-Germain F. C. | Francia | 2018 |